# Boleslao I de Bohemia
Boleslao I el Cruel (en checo: Boleslav I. Ukrutný), también llamado Boleslav I, fue el príncipe de Bohemia desde 929 (o 935) hasta su muerte, el 15 de julio de 967 (o de 972). Su padre fue Bratislav I.
Boleslao es famoso por haber asesinado a su hermano San Wenceslao, mediante lo cual se convirtió en príncipe de Bohemia. Boleslao mató a Venceslao durante una fiesta, y precisamente en ese momento nació el hijo de Boleslao, que recibió un nombre extraño: Strachkvas (‘fiesta fatal’). Arrepentido del asesinato, Boleslav prometió dedicar a su hijo a la religión y educarlo como un clérigo; y guardó su palabra.
A pesar del fratricidio, generalmente Boleslao es respetado por los historiadores checos como un líder enérgico.
No se le puede echar la culpa del fratricidio a las políticas demasiado religiosas de Venceslao, ya que Boleslao no impidió el crecimiento del cristianismo en Bohemia. Además envió a su hija Mlada, monja, a Roma para pedir permiso para convertir a Praga en un obispado.
Una política importante luego de la muerte de Venceslao tiene que ver con las relaciones entre checos y germanos. Generalmente se afirma que Venceslao fue un cliente obediente del rey germano Enrique I el Pajarero. Boleslao, en cambio, casi inmediatamente entró en guerra contra el sucesor de Enrique, Otón el Grande.
Se cree que este conflicto se limitó a escaramuzas fronterizas (que en esa época era el tipo de batalla que se libraba) entre Boleslao por un lado y el margrave de la Marca Oriental (Oestmark). La guerra terminó en 950, cuando Boleslao firmó la paz con Otón.
No se sabe si Boleslao terminó como vasallo del rey germano, pero se sabe que —aliado con Otón— envió soldados checos a la gran victoria contra los magiares en la batalla de Lechfeld (en el río Lech el 10 de agosto de 955).
También ayudó a Otón a aplastar un levantamiento de eslavos en el bajo Elba en 953.
Los historiadores checos sostienen que Boleslao expandió su poder a Silesia, Lusacia y Moravia, pero no dan fechas de esas conquistas. Si realmente ocurrieron, deben haber sido sólo transitorias, ya que los sucesores de Boleslao tuvieron que conquistarlas todas otra vez.
Boleslao vio el crecimiento de la fuerza de los polacos en el norte de sus fronteras. Por eso arregló el casamiento de su hija Dubrawka con el príncipe piast Miecislao I en 965. Tuvo otro hijo llamado Strachkvas. Su esposa pudo haberse llamado Biagota.
Fue sucedido por su hijo Boleslao el Piadoso.